# Hassmelden
Hassmelden war eine ehrenamtliche Initiative zur Bekämpfung von Hate Speech und Online-Hass, die als zwischengeschaltete Instanz Internetnutzern ermöglichte, anonym Strafanzeige gegen illegale Online-Inhalte im Bereich der Hasskriminalität erstatten zu lassen.
Die Initiative wurde 2019 von Leonhardt Träumer ins Leben gerufen und versteht sich einerseits als zentrale Meldestelle für digitalen Hass, andererseits als aufklärende Instanz über gesellschaftliche Gefahren für Demokratie und Menschenrechte.
Zum 30. April 2022 wurde die Meldestelle eingestellt. Grund dafür ist die Menge an täglichen Meldungen, welche laut Hassmelden mit ehrenamtlichen Helfern nicht mehr bearbeitet werden kann. Ob es eine Rückkehr der Möglichkeit zur anonymen Strafanzeige über Hassmelden geben wird, ist unklar, auch wenn die Initiative selbst davon spricht, den Dienst nur „vorerst“ beendet zu haben.

## Ziele
Hassmelden sah sich als Meldestelle für Hate Speech im Internet, die Betroffenen und Opfern digitaler Gewalt eine einfache und sichere Möglichkeit gibt, illegale Online-Inhalte im Bereich der Hasskriminalität anonym strafrechtlich verfolgen zu lassen. Mittelbar wollte die Organisation auch dafür sorgen, die Präsenz des Rechtsstaats im digitalen Raum zu stärken. Schließlich soll durch die Kommunikation von Erfolgen auch eine abschreckende Wirkung auf potentielle Täter erzielt werden.

## Vorgehen
Die Organisation ermöglichte es den Nutzenden, wahlweise über die Website, über eine App für iOS und Android oder einen Telegram-Bot mit wenigen Klicks Beiträge einzureichen, die der Meldende – nach seinem Gefühl – für strafrechtlich relevant hält. Eingegangene Meldungen werden geprüft und, sofern eine strafrechtliche Relevanz nicht sicher ausgeschlossen werden kann, über die bei der Generalstaatsanwaltschaft Frankfurt am Main angesiedelte Zentralstelle zur Bekämpfung der Internetkriminalität (ZIT) stellvertretend für den Meldenden zur Anzeige gebracht.

## Organisation
Hassmelden wurde nach eigener Aussage ehrenamtlich von wenigen Freiwilligen und, nur unregelmäßig unterstützt durch finanzielle Zuwendungen Privater, größtenteils auf eigene Kosten betrieben. Gleichzeitig kooperierte Hassmelden aktiv mit staatlichen Organisationen wie dem Hessischen Ministerium für Justiz im Rahmen der Kooperation KeineMachtdemHass sowie anderen Nichtregierungsorganisationen.

## Politisches Engagement
Hassmelden engagierte sich politisch und bezieht zum Beispiel im Rahmen der Novellierung des Netzwerkdurchsetzungsgesetzes (NetzDG) zusammen mit anderen NGOs gegenüber dem Bundesministerium der Justiz und für Verbraucherschutz in relevanten Fragen Stellung.

## Erfolge
Nach eigener Aussage hat Hassmelden bis November 2021 mehr als 400.000 Meldungen von über 100.000 Nutzenden erhalten und stellt damit mit Abstand die erfolgreichste Meldestelle im deutschsprachigen Raum für Hassrede im Internet dar. Bei mehr als 400.000 Meldungen hat Hassmelden über 150.000 Strafanzeigen erstattet. Von Ermittlungsbehörden wird in diesem Zusammenhang vor allem die Schnelligkeit der Bearbeitung der Meldungen gelobt. Nach dem rassistisch motivierten Anschlag in Hanau im Jahr 2019 gingen bei Hassmelden nur zwei Stunden nach der Tat die ersten Meldungen über Postings ein, die die Tat guthießen, rechtfertigten oder glorifizierten, und zu denen in den meisten Fällen in kurzer Zeit Ermittlungsverfahren durch die ZIT eingeleitet wurden. Zur Einstellung des Angebots Ende April 2022 erhielt Hassmelden laut eigenen Angaben knapp eine Million Meldungen.
Zusätzlich zu den Meldungen analysierte Hassmelden monatlich automatisiert eine Million Chat-Nachrichten des Dienstes Telegram, um extremistische und potentiell strafrechtlich relevante Inhalte in öffentlichen Gruppenchats zu identifizieren.